# Афанасьев, Валерий (футболист)
Валерий Афанасьев (латыш. Valērijs Afanasjevs; 20 сентября 1982, Даугавпилс) — латвийский футболист, атакующий полузащитник.

## Биография
Дебютировал в соревнованиях высокого уровня в 21-летнем возрасте, проведя сезон в составе дебютанта высшей лиги Латвии «Диттон» (Даугавпилс) в 2004 году, его команда не смогла по итогам сезона удержаться в высшей лиге. Следующий сезон провёл в «Риге». В 2006 году вернулся в «Диттон», вскоре переименованный в «Даугаву». В 2008 году со своим клубом стал обладателем Кубка Латвии. В 2009 году, когда «Даугава» в очередной раз покинула высшую лигу (на этот раз по неспортивным причинам), игрок перешёл в другой клуб из Даугавпилса — «Динабург». С 2010 года после объединения «Даугавы» и «Динабурга» стал играть за объединённый клуб и в 2011 году стал бронзовым призёром чемпионата Латвии.
В 2012 году перешёл в «Металлург» (Лиепая), становился финалистом Кубка Латвии 2012 и 2013 годов, однако в чемпионате страны именитый клуб не смог взять медали. По окончании сезона 2013 года «Металлург» был переформирован в ФК «Лиепая», где футболист провёл ещё четыре сезона. В 2015 году стал чемпионом страны, а в 2017 году — серебряным призёром и обладателем Кубка Латвии.
В 2018 году вернулся в родной город и присоединился к клубу «Даугавпилс», стал его капитаном. Победитель первой лиги Латвии 2018 года. С 2019 года со своим клубом играет в высшей лиге.
Всего в высшей лиге Латвии сыграл более 470 матчей и забил 60 голов (по состоянию на конец 2024 года). Является одним из лидеров по числу сыгранных матчей в чемпионатах Латвии за всю историю. В еврокубках провёл не менее 18 матчей, забил 3 гола.

## Достижения
- Чемпион Латвии: 2015
- Серебряный призёр чемпионата Латвии: 2017
- Бронзовый призёр чемпионата Латвии: 2011
- Обладатель Кубка Латвии: 2008, 2017
- Финалист Кубка Латвии: 2012, 2013